# Manda (Niger)
Manda (auch Manda Peulh) ist ein Dorf in der Landgemeinde Gorouol in Niger.

## Geographie
Das von einem traditionellen Ortsvorsteher (chef traditionnel) geleitete Dorf befindet sich rund 40 Kilometer südwestlich des Hauptorts Kolmane der Landgemeinde Gorouol, die zum Departement Téra in der Region Tillabéri gehört. Zu den Siedlungen in der näheren Umgebung von Manda zählen Bellé Koira im Norden, Lemdou im Süden und Amarsingué im Südwesten.
Es herrscht das Klima der Sahelzone vor, mit einer durchschnittlichen jährlichen Niederschlagsmenge zwischen 300 und 400 mm. Beim Dorf erstreckt sich ein 70 Hektar großer und zeitweise ausgetrockneter Teich, die Mare de Manda.

## Geschichte
In der Nacht vom 21. auf den 22. Juni 2025 drang eine Gruppe bewaffneter Männer in das Dorf ein und verübte einen Terroranschlag auf Gläubige, die sich vor der Moschee zum Gebet versammelt hatten. Die Angreifer töteten 71 Zivilisten und verwundeten etwa 20 weitere. In der Grenzregion zu Burkina Faso und Mali, in der Manda liegt, war bereits seit längerem die Terrororganisation Islamischer Staat im Sahel aktiv.

## Bevölkerung
Bei der Volkszählung 2012 hatte Manda 600 Einwohner, die in 74 Haushalten lebten. Bei der Volkszählung 2001 betrug die Einwohnerzahl 286 in 35 Haushalten und bei der Volkszählung 1988 belief sich die Einwohnerzahl auf 569 in 54 Haushalten.

## Wirtschaft und Infrastruktur
Im Dorf wird ein Wochenmarkt abgehalten. Der Markttag ist Samstag. Mit dem kleinen Damm von Manda wird zu bestimmten Zeiten im Jahr Wasser aufgestaut. Es gibt eine Schule im Ort. Als staatliche islamische Schule für Kinder wurde 2007 außerdem eine Medersa gegründet.